# Улетай
«Улетай» — сборник группы «Калинов мост», изданный Real Records в серии «Главные песни» в 1999 году. В альбом вошли песни разных лет как со студийных альбомов, так и с концертных. Для сборника была записана новая композиция — «Отношения», текст которой Ревякин написал ещё в 1985 году. Также в сборник были включены две песни с концерта 1987 года — «Пойдём со мной» и «Честное слово».

## Список композиций
| №   | Название                                                           | Оригинальный                          | Длительность |
| --- | ------------------------------------------------------------------ | ------------------------------------- | ------------ |
| 1.  | «Сберегла» (автор - Дмитрий Ревякин, Василий Смоленцев)            | Иерусалим (2000)                      | 2:56         |
| 2.  | «Родная»                                                           | «Оружие» (1998)                       | 5:10         |
| 3.  | «Девочка летом» (музыка - Дж. Дж. Кейл)                            | «Травень» (1995)                      | 3:38         |
| 4.  | «Уходили из дома»                                                  | «Дарза» (переиздание 1997)            | 3:58         |
| 5.  | «Назад в подвалы»                                                  | «Выворотень» (1990)                   | 4:28         |
| 6.  | «Пойдём со мной»                                                   | ранее не издавалась, концерт 28.02.87 | 6:45         |
| 7.  | «Честное слово» (памяти Джима Моррисона) (музыка — «Калинов Мост») | ранее не издавалась, концерт 28.02.87 | 8:28         |
| 8.  | «Плакать всерьёз»                                                  | «Дарза» (1991)                        | 3:44         |
| 9.  | «...смеялись дети...»                                              | «Пояс Ульчи» (1993)                   | 4:17         |
| 10. | «Пропадать молвой»                                                 | «Оружие» (1998)                       | 4:24         |
| 11. | «Улетай»                                                           | «Травень» (1995)                      | 4:27         |
| 12. | «Отношения»                                                        | ранее не издавалась                   | 4:27         |
| 13. | «Не скучай»                                                        | «Травень» (1995)                      | 2:41         |
| 14. | «Сансара»                                                          | «Всё поле в цветах» (1996)            | 4:29         |